# 朴赞美
朴赞美（韓語：박찬미，1964年5月22日—），韩国女子篮球运动员，场上位置是前锋。她曾代表韩国国家队参加1988年夏季奥林匹克运动会篮球比赛，获得第七名。